# Bridei I dos Pictos
Bridei, filho de Maelchon, foi rei dos pictos até sua morte por volta de 584 a 586.
Bridei é mencionado pela primeira vez nos anais irlandeses em 558-560, quando os Anais de Ulster relatam "a migração anterior do filho de Máelchú, ou seja, do rei Bruide". O analista de Ulster não diz quem fugiu, mas o posterior Anais de Tigernach refere-se à "fuga dos escoceses antes de Bruide, filho de Máelchú" em 558. Isto tem provocado consideráveis especulações em alguns casos como, em uma versão, dos Anais de Ulster podendo associar isso com a morte de Gabrán mac Domangairt.
Como um contemporâneo e um dos principais reis da Escócia, Bridei aparece na Vida de São Columba, de Adomnán. O relato de Adomnán sobre Bridei é problemático na medida em que não nos diz se Bridei já era um cristão e, se não, se Columba converteu-o. As recentes descobertas arqueológicas em Portmahomack, mostram que havia uma comunidade monástica, talvez já no final do século VI, que pode oferecer algum suporte para a ideia de que Bridei ou já era um cristão, pelo menos no nome, ou foi convertido por Columba.
É uma questão de registro que Bridei não era apenas rei em Pictland. A morte de Galam - chamado "Cennalath, rei dos Pictos" - é registrado em 580 pelos Anais de Ulster, quatro anos antes da morte de Bridei. Além disso, Adomnán menciona a presença do "sub-rei de Orkney" na corte de Bridei. Os Anais de Ulster relatam duas expedições para Orkney durante o reinado de Bridei, ou, como parece igualmente provável, uma expedição duas vezes, em 580 e 581.
A capital do reino de Bridei, que pode ter correspondido mais tarde a Fortriu, não é conhecida. Adomnán diz que depois de deixar a corte real, Columba chegou ao rio Ness, e que a corte ficava no alto de uma rocha íngreme. Assim, é geralmente suposto que a residência principal de Bridei ficava em Craig Phadrig, a oeste da atual Inverness com vista para o Beauly Firth.
A morte de Bridei é relatada na década de 580, talvez na batalha contra rivais pictos em Circinn, uma área que talvez corresponda a Mearns. As listas de reis da Crônica dos Pictos concordam que Bridei foi sucedido por um Gartnait, filho de Domelch.
John Morris, em seu Age of Arthur, sugere que Bridei era filho de Maelgwn Gwynedd, quando ele se refere na passagem e sem fontes, a "... Bridei, filho de Maelgwn, o poderoso rei do norte do País de Gales...". Embora o livro tenha sido um sucesso comercial, é criticado por historiadores como uma fonte não confiável de informação "enganosa e equivocada".
A trilogia de Juliet Marillier, The Bridei Chronicles é escrita como uma combinação de ficção, história e conjecturas sobre esta ascensão do rei ao poder e ao governo. Seus romances também descrevem eventos da vida de Bridei III.